# Parafia św. Jana Nepomucena i Matki Bożej Szkaplerznej we Frampolu
Parafia Świętego Jana Nepomucena i Matki Bożej Szkaplerznej we Frampolu – rzymskokatolicka parafia należąca do dekanatu Biłgoraj-Północ diecezji zamojsko-lubaczowskiej. Została utworzona w 1778. 
Obecny kościół parafialny wybudowany w roku 1873 według projektu architekta Władysława Sienickiego, poświęcony 11 listopada 1878 przez księdza prałata Karnickiego z Zamościa, konsekrowany przez biskupa Mariana Fulmana 16 maja 1930. Mieści się przy ulicy 3 Maja.

## Zasięg parafii
Do parafii należą wierni z następujących miejscowości: Cacanin, Frampol, Kąty, Kocudza Borki, Pulczynów, Rzeczyce, Sokołówka, Sokołówka-Kolonia, Stara Wieś, Wola Kątecka

Parafia Świętego Jana Nepomucena i Matki Bożej Szkaplerznej we Frampolu
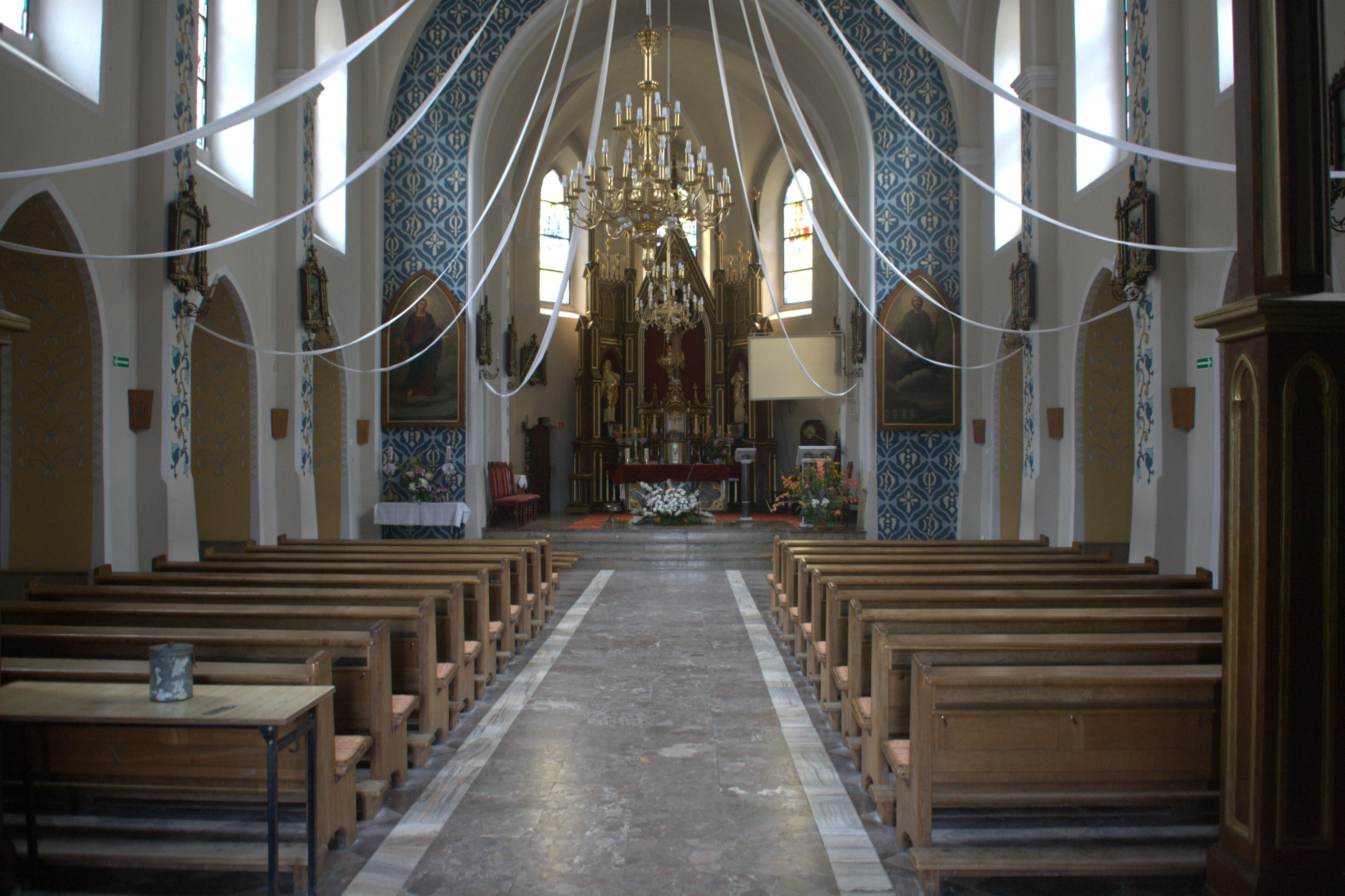
Wnętrze kościoła parafialnego
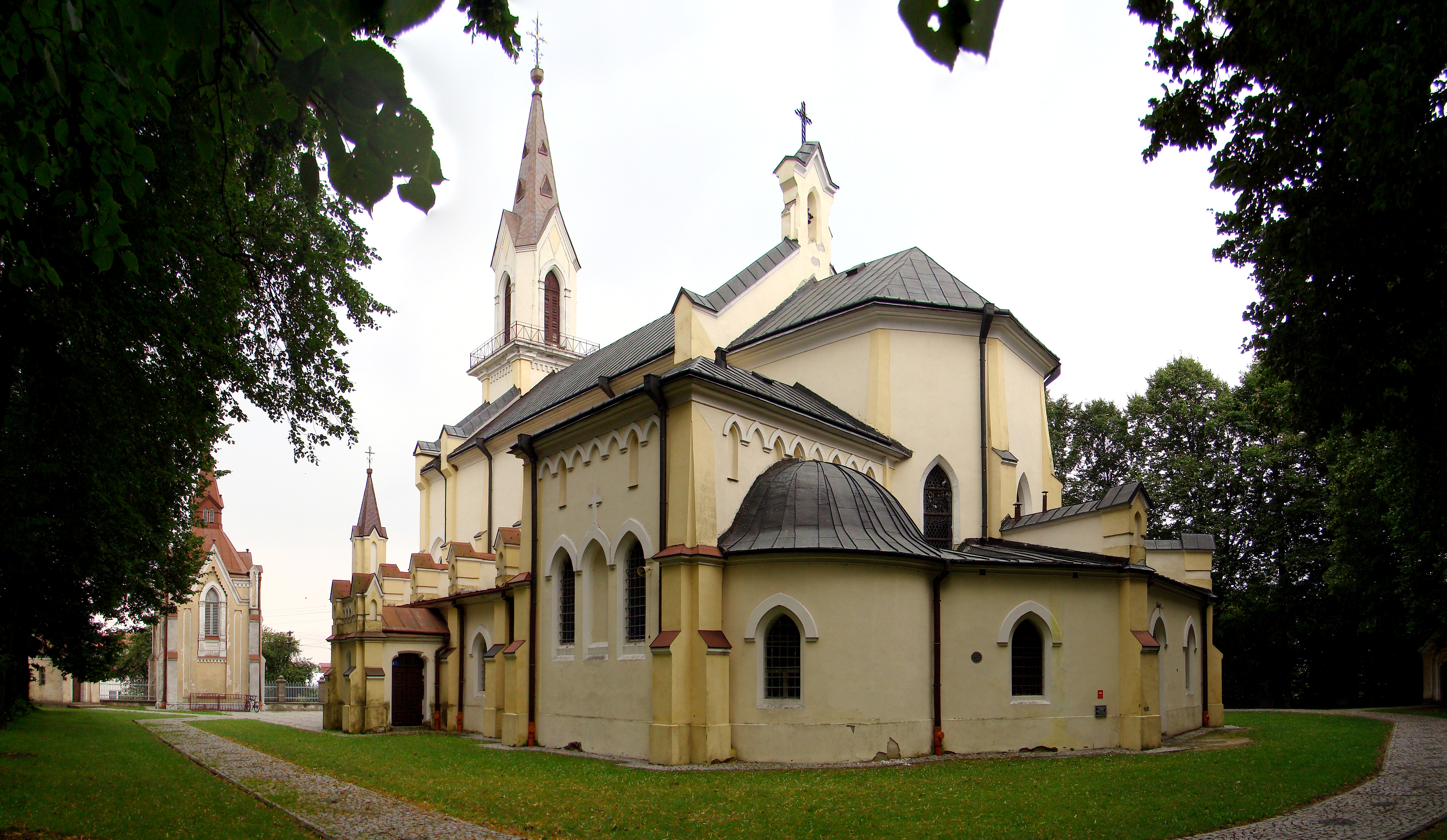
Kościół parafialny
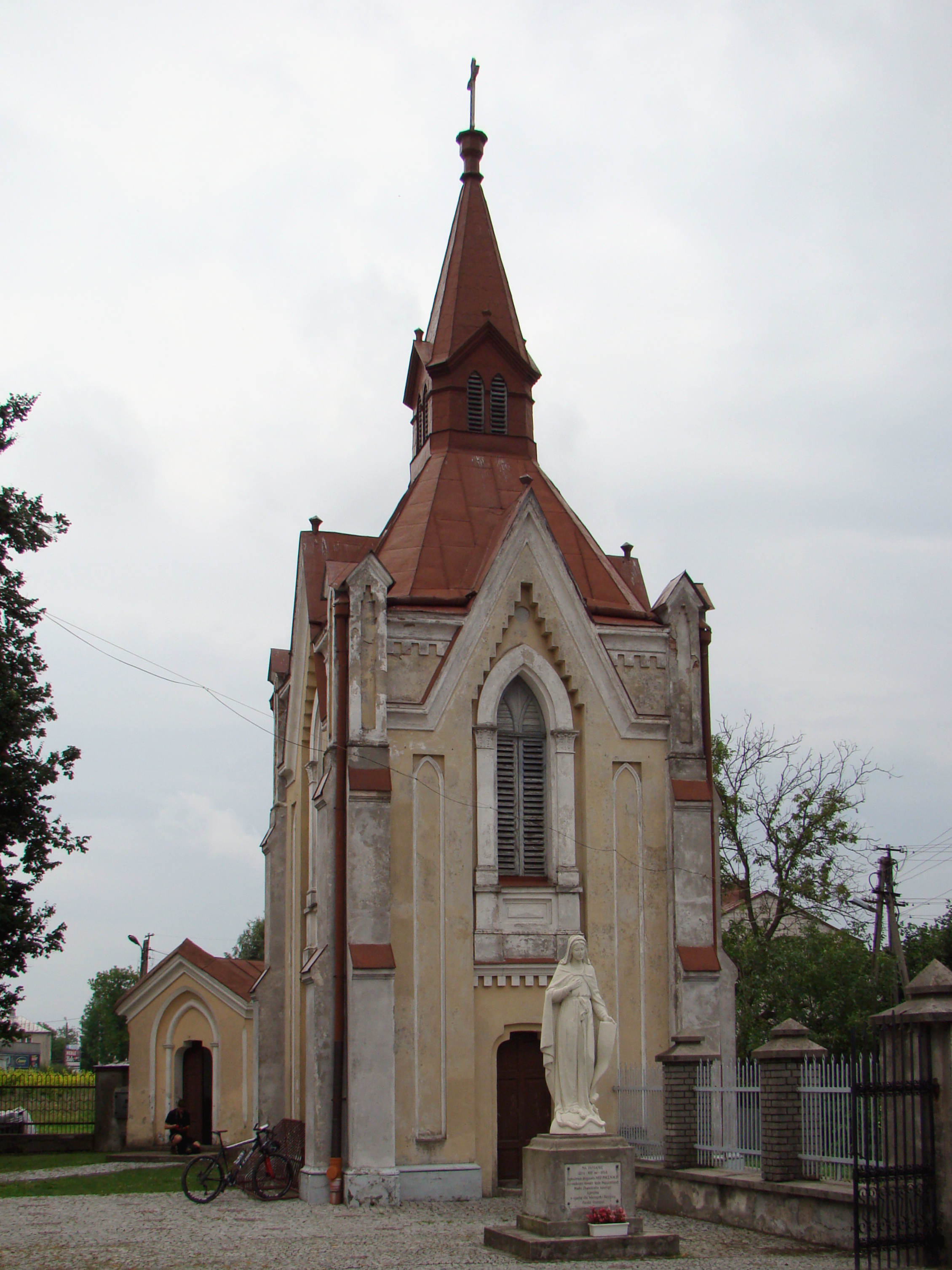
Dzwonnica i figurka
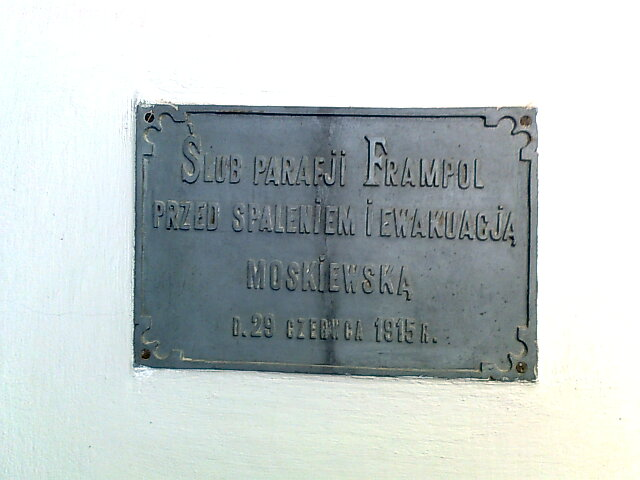
Tablica upamiętniająca ocalenie miasta w 1915 r.
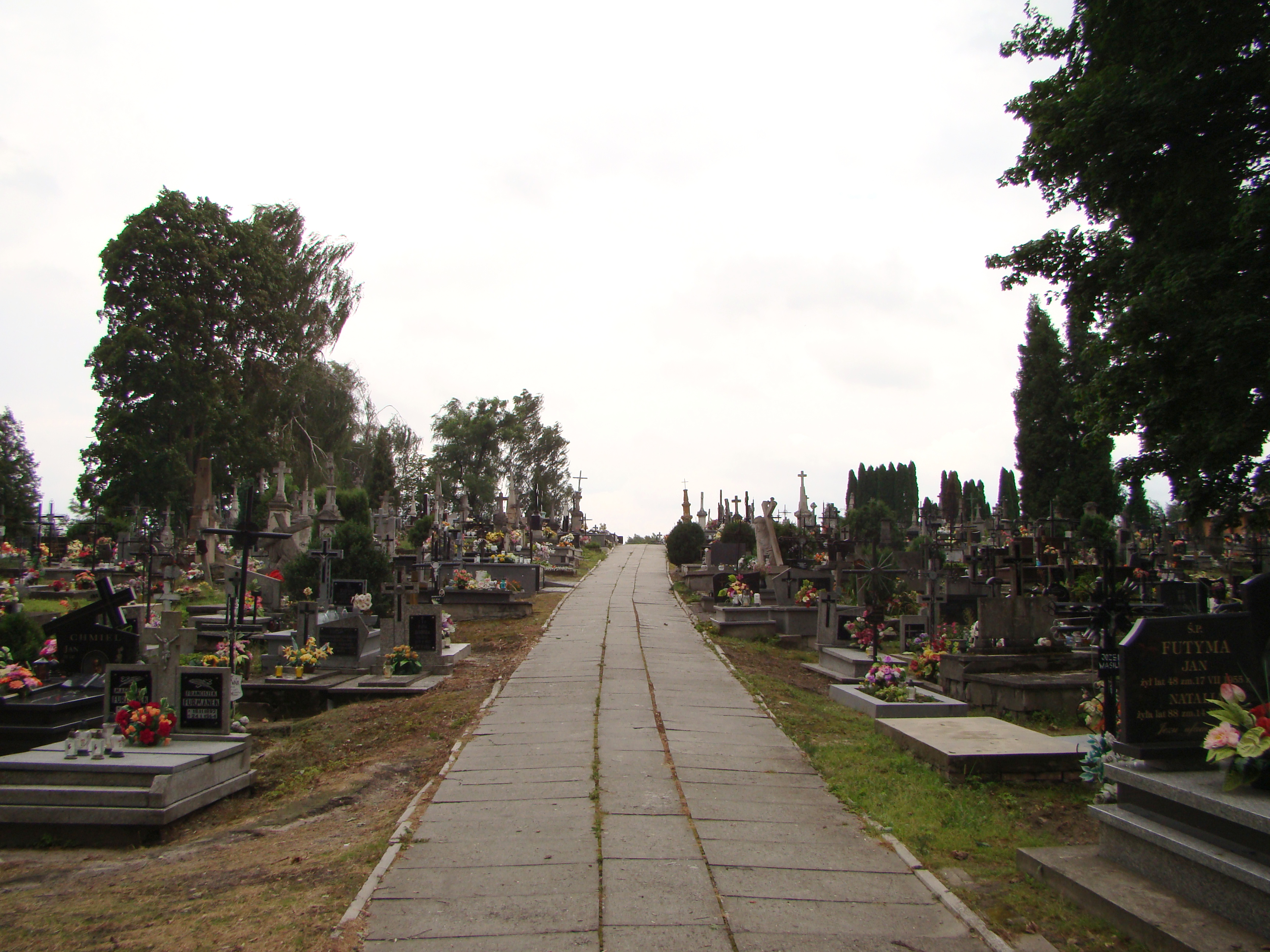
Cmentarz parafialny